# Teisheba

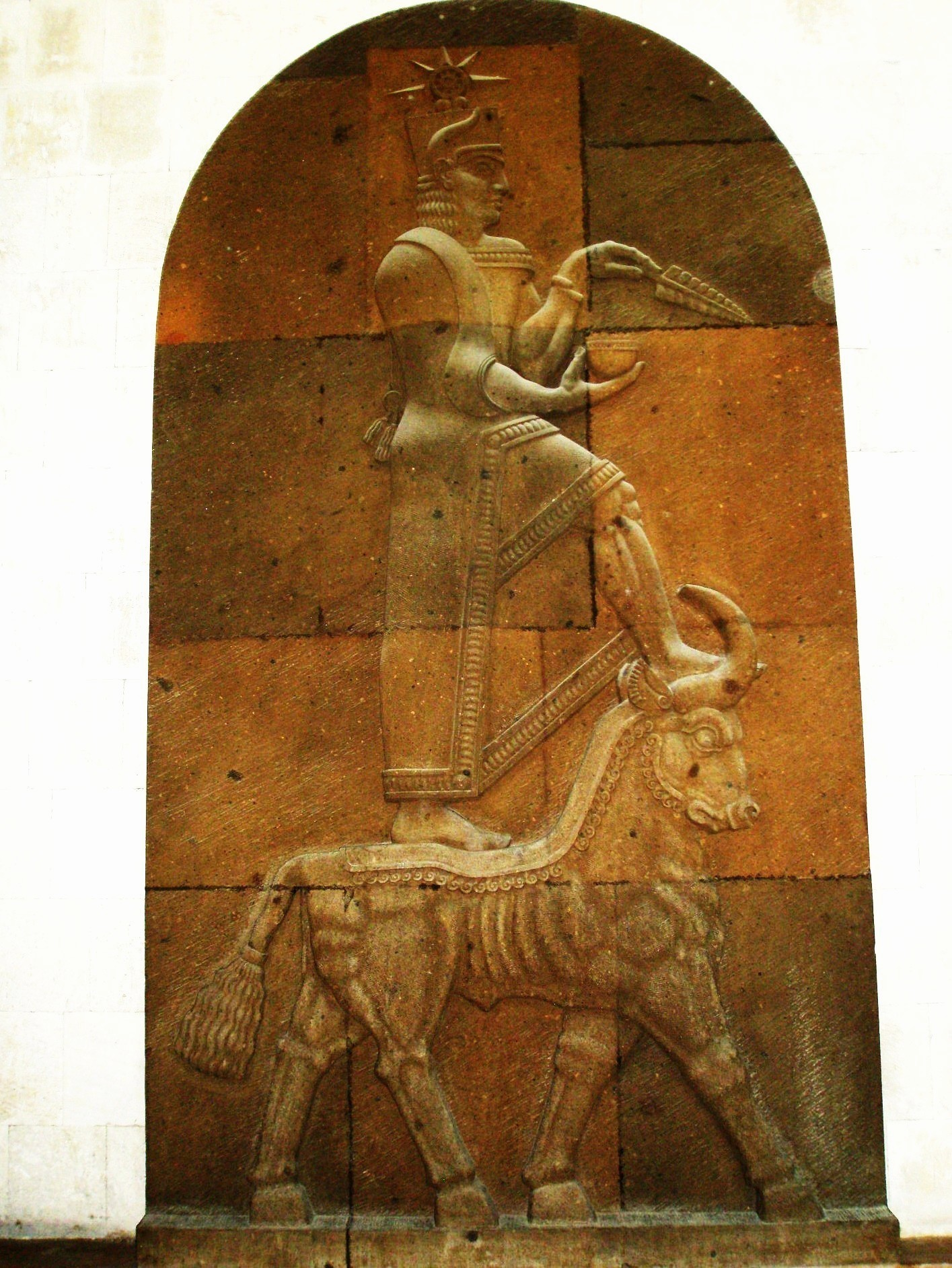
Representación del dios Teisheba. Museo de la Fortaleza de Erebuni: Ereván, Armenia.

Teisheba, también conocido como Teysheba, Theispas o Teišeba de Kumenu era el dios de las tormentas y los truenos del antiguo reino de Urartu. También es considerado un dios de la guerra. 
Componía una tríada divina junto con Jaldi (dios supremo y guerrero) y Shivini (dios del sol). Esta tríada es invocada ante los demás dioses en los textos para organizar sacrificios y en ciertas fórmulas reales de maldición hacia posibles vandalizaciones del monumento que contiene la inscripción.
Las antiguas ciudades del antiguo reino de Urartu: Teyseba, fundada por Rusa I entre el 735 y el 713 a. C., y Teishebaini ("ciudad del dios Teisheba"), fundada por Rusa II en el primer cuarto del siglo VII a. C.; fueron denominadas así por Teisheba.</ref>
Se corresponde con el dios asirio Adad, el dios védico Indra y el dios hurrita Teshub. A menudo se lo representaba como un hombre de pie, sobre un toro o, con menor frecuencia, un león, sosteniendo un puñado de rayos. Era hijo de Jabli y su esposa era la diosa Huba (o Juba), que se corresponde con la diosa hurrita Hebat (o Hepat).